# Aciphylla stannensis
Aciphylla stannensis är en flockblommig växtart som beskrevs av J.W.Dawson. Aciphylla stannensis ingår i släktet Aciphylla och familjen flockblommiga växter. Inga underarter finns listade i Catalogue of Life.